# Frank Converse
Frank Converse (Saint Louis, 22 maggio 1938) è un attore statunitense.

## Carriera
Ha lavorato a Broadway da debuttante nelle opere The Philadelphia Story (1980), Partita a quattro (1984), Un tram che si chiama Desiderio (1988) e Lady in the Dark (1994). Off-Broadway, ha recitato in La casa delle foglie blu (1971) e South Pacific. Nel 2007, è apparso all'Hartford Stage in Our Town di Thornton Wilder con Hal Holbrook. Ha anche realizzato diversi spot televisivi per Black & Decker alla fine degli anni ottanta.
È stato tra i protagonisti di cinque serie televisive: Coronet Blue, N.Y.P.D., Movin' On, The Family Tree e La baia dei delfini. Ha avuto anche 3 ruoli di rilievo nelle soap opera Una vita da vivere, Così gira il mondo e La valle dei pini. È apparso al fianco di Bing Crosby nel thriller televisivo del 1971 Dr. Cook's Garden e ha interpretato Morgan Harris in Anna dai capelli rossi - Il sequel.
La sua carriera cinematografica comprende ruoli in E venne la notte, L'ora delle pistole, The Rowdyman, Killer a bordo, Cruise Into Terror, The Pilot, Bushido - La spada del sole, Spring Fever, I guerrieri del sole, Alla ricerca dell'assassino e Primary Motive. È comparso anche come guest star in diverse segie anni settanta come Mod Squad, i ragazzi di Greer, Medical Center, Sulle strade della California, Rhoda, Love Boat, La squadriglia delle pecore nere e La donna bionica.

## Filmografia parziale

### Cinema
- E venne la notte (Hurry Sundown), regia di Otto Preminger (1967)
- L'ora delle pistole (Hour of the Gun), regia di John Sturges (1967)
- Bushido - La spada del sole (The Bushido Blade), regia di Tsugunobu Kotani (1981)
- The Pilot, regia di Robert P. Davis (1980)
- I banditi del tempo (Time Bandits), regia di Terry Gilliam (1981)
- Spring Fever, regia di Joseph L. Scanlan (1982)
- I guerrieri del sole (Solarbabies), regia di Alan Johnson (1986)
- Alla ricerca dell'assassino (Everybody Wins), regia di Karel Reisz (1990)

### Televisione
- Coronet Blue – serie TV, 13 episodi (1967)
- N.Y.P.D. – serie TV, 49 episodi (1967-1969)
- Colombo (Columbo) – serie TV, episodio 2x05 (1972)
- Movin' On – serie TV, 45 episodi (1974-1976)
- Cruise Into Terror, regia di Bruce Kessler – film TV (1978)
- The Family Tree – serie TV, 6 episodi (1983)
- Anna dai capelli rossi - Il sequel (Anne of Green Gables: The Sequel), regia di Kevin Sullivan – film TV (1987)
- La baia dei delfini (Dolphin Cove) – serie TV, 9 episodi (1989)
- La signora in giallo (Murder, She Wrote) – serie TV, episodio 11x18 (1995)

## Doppiatori italiani
Nelle versioni in italiano delle opere in cui ha recitato, Frank Converse è stato doppiato da:
- Gino La Monica in L'ora delle pistole, La signora in giallo
- Cesare Barbetti in E venne la notte
- Giorgio Favretto in N.Y.P.D.
- Marco Bonetti in Movin' On
- Sandro Iovino in Starsky & Hutch
- Enzo Tarascio in Una vita da vivere
- Romano Ghini ne I guerrieri del sole
- Saverio Moriones in Law & Order - I due volti della giustizia (ep. 2x11)
- Ennio Coltorti in Law & Order - I due volti della giustizia (ep. 6x11)